# Sept de Göttingen

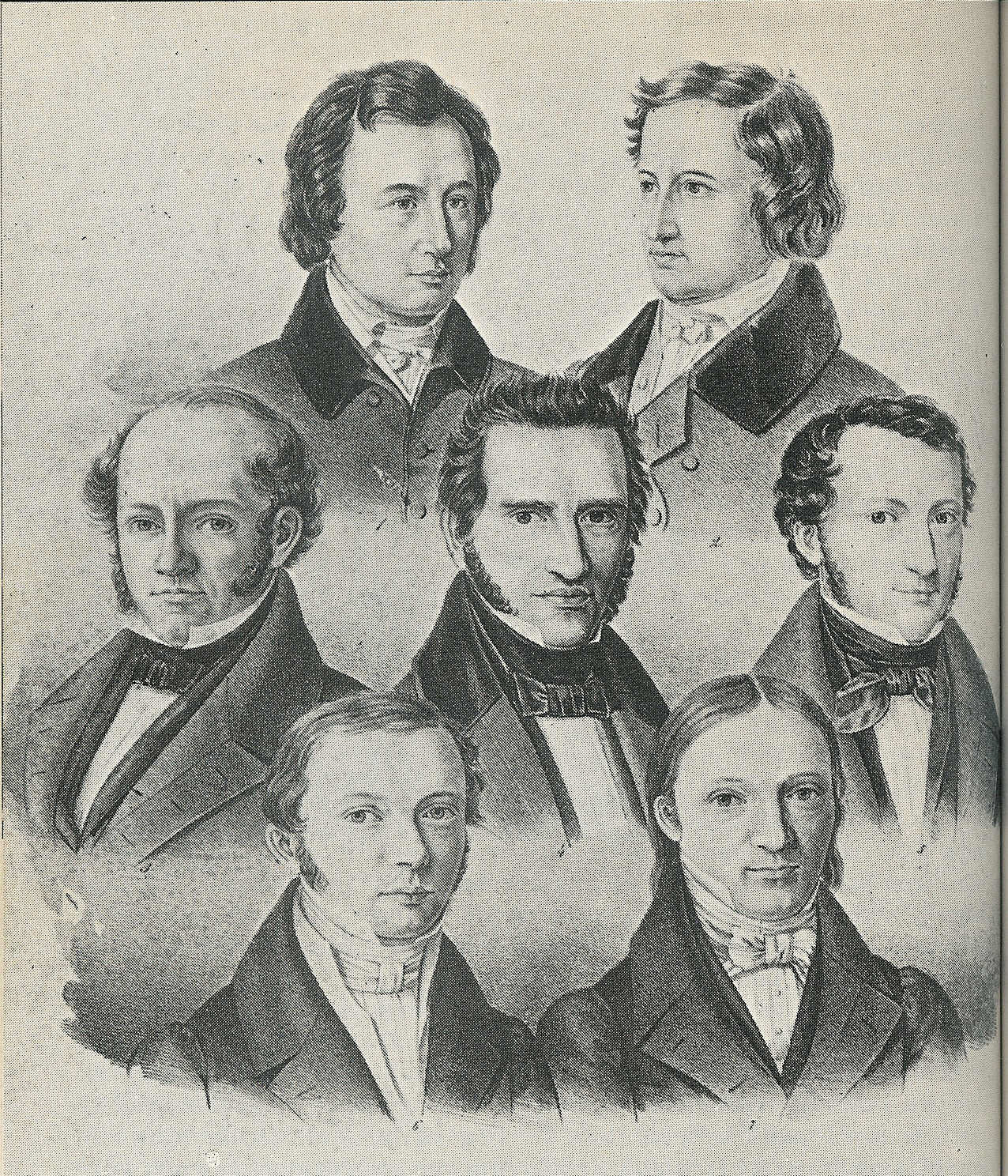
Les sept de Göttingen.
En haut : Wilhelm Grimm, Jacob Grimm.
Au milieu : Wilhelm Eduard Albrecht, Friedrich Christoph Dahlmann, Georg Gottfried Gervinus.
En bas : Wilhelm Eduard Weber, Heinrich Georg August Ewald.

Les Sept de Göttingen (Göttinger Sieben en allemand) sont un groupe de sept professeurs de Göttingen qui protestent contre l'abrogation en 1837 de la constitution du pays par le nouveau roi de Hanovre Ernest-Auguste Ier et refusent de lui prêter serment. Ils sont menés par Friedrich Christoph Dahlmann, l'un des rédacteurs de la constitution initiale. Les autres membres sont les frères Wilhelm et Jacob Grimm, célèbres pour avoir rassemblé et écrit de nombreux contes et légendes traditionnels allemands, le juriste Wilhelm Eduard Albrecht, l'historien Georg Gottfried Gervinus, le physicien Wilhelm Eduard Weber et le théologien et spécialiste de l'Orient Heinrich Georg August Ewald.

## Contexte
En 1837 le roi de Hanovre Ernest-Auguste Ier abroge la constitution du pays. Celle-ci date de 1833, époque à laquelle il n'est encore que prince héritier. L'historien et homme politique Friedrich Christoph Dahlmann a contribué à sa rédaction et refuse de l'adapter aux goûts du prince. Dahlmann est également député au sein de la seconde chambre de la cour en tant que représentant de l'université de Göttingen.

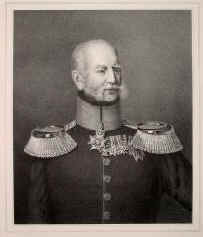
Ernest-Auguste, roi de Hanovre.

La mort du roi Guillaume IV du Royaume-Uni le 20 juin 1837 a de grandes conséquences sur la position politique du Hanovre au sein du groupe des États disposant une constitution de la Confédération germanique. L’union personnelle entre le royaume de Hanovre et celui de Grande-Bretagne est rompue, le frère de Guillaume prend sa succession à la tête du premier État, tandis que sa nièce Victoria accède au trône du Royaume-Uni. La loi salique en vigueur à Hanovre empêche en effet une femme de régner.
Un mois après son ascension au trône, Ernest décide de s'attaquer à la constitution. Il déclare qu'il n'est pas lié à celle-ci, son consentement n'ayant jamais été demandé. Il affirme également qu'elle aurait été différente ou inexistante, s'il avait été au pouvoir du temps de sa rédaction. Il veut donc la réécrire pour qu'elle soit mieux en accord avec ses valeurs.
Dahlmann réagit immédiatement et essaie de persuader ses collègues de l'université de Göttingen au sénat de désapprouver la décision royale, au moyen d'actions symboliques si nécessaire. Aucun des 40 membres du comité ne veut le supporter, ne voulant pas causer de l'agitation publique durant les festivités pour les 100 ans de l'université.

## Protestation et conséquences
Le 1er novembre de la même année, le roi déclare la constitution nulle. Certains autres États allemands critiquent cette décision politique.
Dahlmann renouvelle alors son appel à l'université et tente de former une opposition contre le souverain. 
Il reçoit cette fois le soutien de six autres professeurs et ensemble ils refusent de prêter serment au nouveau roi,[réf. incomplète]. Ce groupe est dès lors connu sous le nom des Sept de Göttigen. La lettre de Dahlmann est publiée le 18 novembre et rencontre un grand écho dans l'opinion publique. Les étudiants de l'université impriment des copies par centaines et les répandent dans le pays.
Ces protestations obligent le roi à réagir. Les sept professeurs sont entendus devant un tribunal interne à l'université le 4 décembre. Le 12 décembre, ils sont relevés de leurs postes au sein de l'établissement et deux d'entre eux, les frères Grimm, malgré leur popularité, se voient intimés l'ordre de quitter le pays sous trois jours,. Le départ de ces professeurs est une grande perte pour l'université, qui le reconnaît plus tard par écrit.

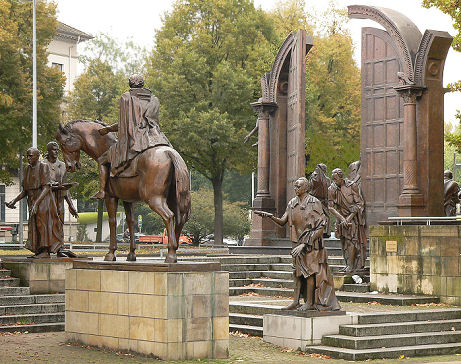
Mémorial en bronze des sept de Göttingen proche du parlement régional de Hanovre.

Les conséquences directes de ces protestations sont limitées. Toutefois, l'opinion publique et les médias, allemands mais aussi européens, s'intéressent à ces événements avec beaucoup d'attention. Chaque membre du groupe a ses raisons personnelles de défier le roi, mais c'est le fait qu'ils aient franchi le pas qui est très remarqué. Les Sept de Göttingen jouissent par ailleurs d'une grande popularité au sein de la population,. De manière plus générale, l'action des Sept de Göttingen prend place dans la période du Vormärz et du développement du libéralisme en Allemagne, qui conduit à la révolution de mars en 1848.
En 1848, les frères Grimm disposent d'un siège d'honneur dans le parlement de Francfort. Albrecht, Dahlmann et Gervinus y sont députés.

## Postérité
Dans les environs immédiat du parlement régional de l'État de Basse-Saxe, situé dans le château de la Leine (de) à Hanovre, se trouve une place dénommée Platz der Göttinger Sieben, littéralement « place des sept de Göttingen ». Elle est ornée d'un monument de bronze réalisé par l'artiste italien Floriano Bodini.
Le campus de l'université de Göttingen possède également sa Platz der Göttinger Sieben, où trône depuis 2011 une statue de Günter Grass en l'honneur des professeurs engagés.